# Texara melanopoda
Texara melanopoda är en tvåvingeart som beskrevs av Yang 1999. Texara melanopoda ingår i släktet Texara och familjen barkflugor. Inga underarter finns listade i Catalogue of Life.